# Station Mossley Hill
Mossley Hill is een spoorwegstation van National Rail in Mossley Hill, Liverpool in Engeland. Het station is eigendom van Network Rail en wordt beheerd door Northern Rail. 